# Omar Alderete
Omar Alderete (Asunción, Paraguai, 26 de desembre de 1996) és un futbolista paraguaià que juga com a defensa al Sunderland AFC, i és també internacional amb la selecció del Paraguai.

## Trajectòria
Alderete va començar la seva carrera amb el club Cerro Porteño, va jugar per la sub-20 en la Copa Libertadores Sub-20 de 2016 entre gener i febrer de 2016 on va marcar un gol (contra el Club Bolívar) en tres partits. Mesos després, al maig de 2016, Alderete va fer el seu debut com a professional amb el club en una derrota en la primera divisió paraguaiana contra el Rubio Ñu. En la seva tercera aparició en la lliga, va marcar el seu primer gol en la categoria absoluta en una victòria a domicili davant el Club Guaraní el 31 de juliol.
L'agost de 2017, Alderete va fitxar cedit pel Gimnasia y Esgrima de la Plata de la Primera Divisió de l'Argentina. La seva primera aparició va ser en un empat 4-4 amb Defensa y Justícia el 26 d'agost.
Després d'un gol en vint-i-dos partits amb Gimnasia y Esgrima, Alderete va completar un traspàs al Club Atlético Huracán en finalitzar la seva cessió.
El 4 de juny de 2019, Alderete va arribar a un acord per anar al Basilea de la Superliga de Suïssa; que es va aprovar oficialment l'11 de juny. El seu debut va arribar en la lliga davant l'FC Sion el 19 de juliol, abans de marcar el seu primer gol quatre dies després en un partit de classificació de la Lliga de Campions de la UEFA davant el PSV Eindhoven.

### Hertha BSC
El 5 d'octubre de 2020 va signar contracte amb l'Hertha BSC. Va fer el seu debut en un partit que va acabar 2-1 al Red Bull Arena contra el RB Leipzig el 24 d'octubre. Després d'una primera temporada en l'equip berlinès, al juliol de 2021 va ser cedit al València CF per al curs 2021-22, amb opció de compra al final de la temporada.

### Getafe
El 19 d'agost de 2022, Alderete va fitxar pel Getafe CF cedit amb opció a compra. El 25 de maig de l'any següent va signar contracte per cinc anys amb el club.